# Abdul Ahad Mohmand
Abdul Ahad Mohmand (Sardah, Afganistan, 1 de gener de 1959) és un antic aviador i astronauta afganès d'ètnia paixtú. L'any 1988 va passar nou dies a l'estació espacial soviètica Mir. Va ser el primer astronauta afganès i el quart musulmà. L'any 1992 sol·licità asil diplomàtic a Alemanya, després de la retirada de tropes soviètiques del país, i l'any 2003 li atorgaren la nacionalitat germànica, sent Stuttgart el seu lloc de residència.

## Biografia
Pertanyent a l'ètnia dels paixtus, Mohmand serví en les forces aèries del seu país i després va ser entrenat a la Unió Soviètica com a astronauta professional. Junt amb els comandants Vladimir Lyakhov i Valery Polyakov, Mohmand formà part de la tripulació del Soiuz TM-6 que s'enlairà a les 04:23 GMT del dia 29 d'agost de 1988. La inclusió de Mohmad en el projecte espacial va ser un símbol de la invasió soviètica de l'Afganistan. Durant els 9 dies a l'espai, Mohmand va fer fotografies del seu país i participà en experiments biològics, astrofísics i mèdics. També mantingué una conversa amb l'aleshores president de l'Afganistan, Mohammed Najibullah. Lyakhov i Mohmand van tornar a la Terra a bord del Soiuz TM-5. El 7 de setembre, després d'alguns problemes tècnics del dia anterior, van aterrar a les 00:50 GMT prop de Jezkazgan. A Mohmand se li va concedir el títol d'Heroi de la Unió Soviètica el mateix dia 7 de setembre de 1988.